# 推薦入学
推薦入学（すいせんにゅうがく）とは、主に日本の大学や高校が学生を募集する際に、出身校からの推薦を受けた学生を選抜し、主として学力テストを免じて入学させることである。
成績（評定）の基準を設けて、出身校からの推薦を求めるAO入試は、これにあたる。

## 概要
選抜の基準は、スポーツなど大学・高校が要求する特定分野の成績、調査書等で判断される。近年は自己推薦（自分で能力をアピールして自分で推薦する）、社会人推薦（2年～3年程度以上の社会経験を積んだ社会人のための入試制度）など出身校の枠や現役・浪人（卒業時期）の別を問わないなど推薦入学の形態も変化しつつある。北陸大学のように国内の全高校を推薦入試指定校にしたり、立命館アジア太平洋大学のように予備校（早稲田塾）に推薦入試枠を与える事例も見られる。推薦入試を希望する場合、出身校の校長の権限で可否が決まる。真面目に学校生活を送ってきたかどうかで判断されるので「いじめの加害者になった」「非行があった」など、在学中に問題行為を起こしたことがある場合は推薦に通らない（試験を受けること自体ができない）場合がある。
スポーツ推薦の場合、高校・大学側の方が中学生・高校生を対象に事前にセレクションかもしくは入部試験を行い、合格者に推薦入学を認めるという方式を取る場合がある。ただし野球では入部に際して高校野球の日本高等学校野球連盟憲章も含め日本学生野球憲章第4条に基づいて当該学校の生徒について入部希望者の入部拒否を禁止しており、それに従う限り入部試験については開催され得ない。しかし、現実にはそれを守らず入部試験を課している高校が一定数存在する。
中国では、競技に専念してきた世界クラスのプロ選手を無試験で名門大学へ入学させる推薦制度がある。

## 形態
推薦入試は大きく「指定校制」と「公募制」の2種類に分けられる。指定校制推薦は、自分の在籍する学校が指定校になっていなければ応募できないが、公募制推薦は、高校の推薦基準と大学の出願条件を満たしていれば応募できる。
- 指定校推薦
- 公募推薦 - 高大連携推薦、一芸入試（広義のスポーツ推薦を含む）など

## 肯定的見解
学校側のメリットとして、優秀な学生を早期に確保することができる。2005年の早稲田大学の評価報告書では、政治経済学部において指定校推薦入試で入学した学生たちが修めた学業成績の平均点は、他の入試形態で入学した学生の平均点よりも優れていたことが示されている。佐賀医科大学の追跡調査でも、学内成績の動向をみるかぎり、推薦生の成績順位は一般教育科目専門教育科目を通じて、一般生より良いことが示された。大島商船高等専門学校の成績調査では、全体的に学力入学者に比べて、推薦入学者の方が高得点を挙げているが、これは例外なしの法則ではなく、志望者の目的・動機がどれだけ明確であるかを学校側が的確に判断するのが重要とされる。
学生側のメリットとしては、通常の入学試験で課せられる試験科目が軽減、もしくは免除されることが多く、通常の入試時期よりも早い段階で合否判定が行われることから受験の負担が軽減される。

## 否定的見解
名古屋学院大学の調査では、一般入試による入学者に比べ、推薦入試による入学者の方が退学・除籍および転学部・転学科者が多かった。また、東京工芸大学の調査では、推薦入学試験で入学した新入生の平均点は、一般入学試験で入学した新入生の平均点よりも5教科全体で低い結果となった。